# Hypecoum lactiflorum
Hypecoum lactiflorum är en vallmoväxtart som först beskrevs av Grigorij Silych Karelin och Kir., och fick sitt nu gällande namn av Pazit. Hypecoum lactiflorum ingår i släktet fjärilsrökar, och familjen vallmoväxter. Inga underarter finns listade i Catalogue of Life.